# Председник Јужног Судана
Председник Јужног Судана је председник Владе Јужног Судана и вођа Народног покрета за ослобођење Судана. Дужност му је да брани суверенитет и територијални интегритет државе, одобрава законе, бира саветнике и министре. Тренутни председник је Салва Кир Мајардит.

## Председници
| Период председавања             | Председник                | Партија                               |
| ------------------------------- | ------------------------- | ------------------------------------- |
| 9. јул 2005 — 30. јул 2005.     | Џон Гаранг                | Народног покрета за ослобођење Судана |
| 30. јул 2005 — 11. август 2005. | Салва Кир Мајардит (в.д.) | Народног покрета за ослобођење Судана |
| од 11. августа 2005.            | Салва Кир Мајардит        | Народног покрета за ослобођење Судана |

## Потпредседници
| Период председавања            | Председник         | Партија                               |
| ------------------------------ | ------------------ | ------------------------------------- |
| 9. јул 2005 — 11. август 2005. | Салва Кир Мајардит | Народног покрета за ослобођење Судана |
| од 11. августа 2005.           | Рик Мачар          | Народног покрета за ослобођење Судана |